# اچ‌ام‌اس کازاک (۱۸۰۶)
اچ‌ام‌اس کازاک (۱۸۰۶) (به انگلیسی: HMS Cossack (1806)) یک کشتی است که طول آن ۱۱۷ فوت ۱۱ ۱⁄۲ اینچ (۳۶٫۰ متر) می‌باشد. این کشتی در سال ۱۸۰۶ ساخته شد.